# Alfàbia
Alfàbia är ett berg i Spanien.   Det ligger i regionen Balearerna, i den östra delen av landet, 600 km öster om huvudstaden Madrid. Toppen på Alfàbia är 517 meter över havet. Alfàbia ligger på ön Mallorca.
Terrängen runt Alfàbia är kuperad söderut, men norrut är den bergig. Runt Alfàbia är det ganska tätbefolkat, med 75 invånare per kvadratkilometer. Närmaste större samhälle är Sóller, 1,8 km norr om Alfàbia. 